# Arco di Claudio
L'arco di Claudio era un antico arco di Roma, situato sulla via Lata (l'attuale via del Corso), all'altezza di piazza Sciarra, subito dopo via del Caravita. Potrebbe essere stato dedicato ai trionfi contro i Britanni, ma anche al padre dell'imperatore, Druso maggiore (nel 41), per le vittorie conseguite "de Germanis" (sui Germani).

## Storia e descrizione
L'arco era stato eretto nel 51 o 52 per commemorare la conquista romana della Britannia del 43 ad opera di Claudio, monumentalizzando un'arcata dell'acquedotto dell'Aqua Virgo
Si trattava di un arco a un solo fornice, decorato con statue dei membri della famiglia imperiale e con trofei. Un grande frammento dell'iscrizione si trova oggi nel cortile del palazzo dei Conservatori, ai Musei Capitolini, mentre altri frammenti scultorei si trovano sia ai Capitolini sia nella galleria Borghese.
Un pannello appartenuto all'arco di Claudio, rappresentante membri della Guardia pretoriana (che aveva elevato Claudio a imperatore dopo la morte di Caligola), nel 1824 pervenne al Museo del Louvre di Parigi, ove tuttora si trova, con ampi restauri moderni.

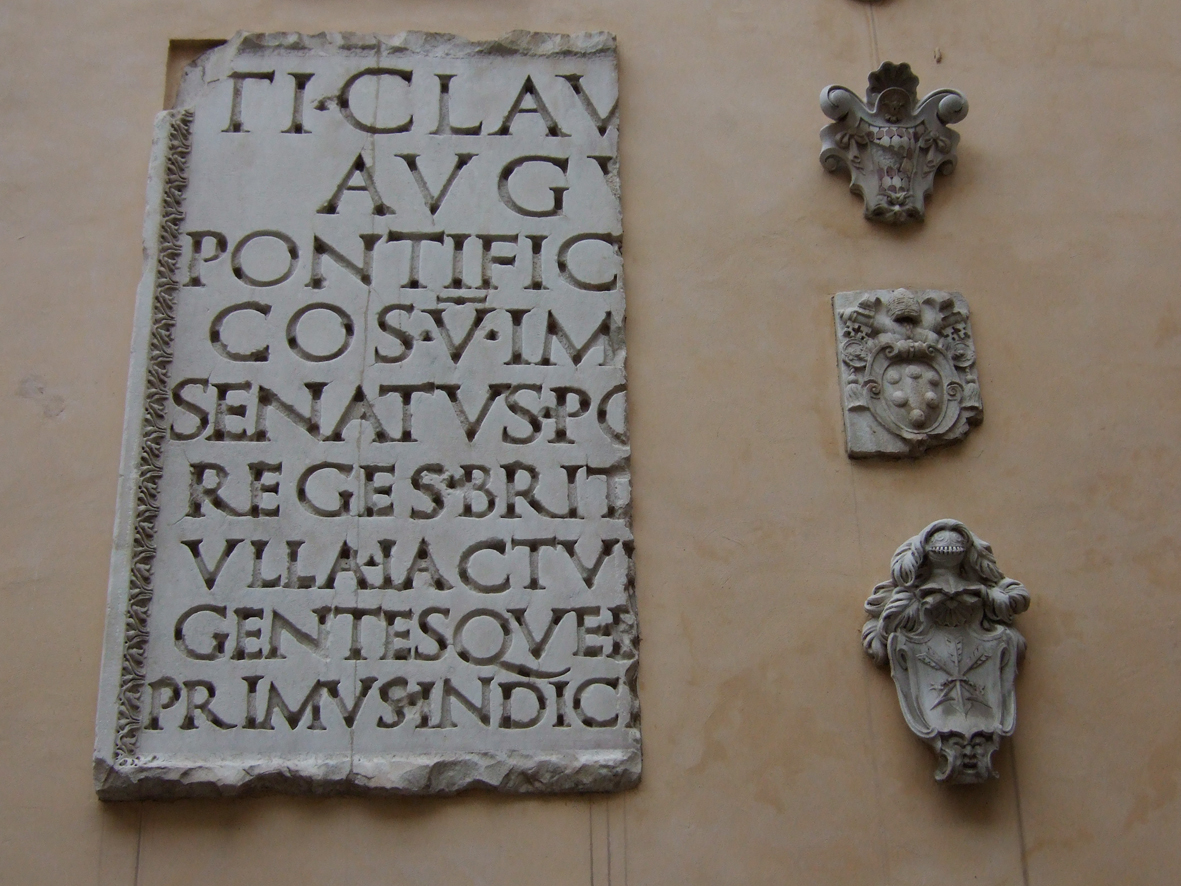
Frammento dell'iscrizione di dedica dell'Arco di Claudio.
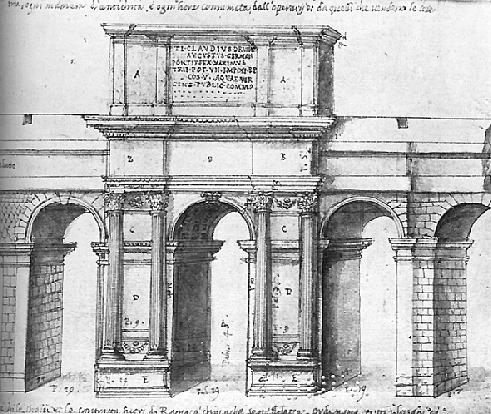
Ricostruzione ideale dell'arco di Claudio (disegno di Pirro Ligorio degli anni 1573-1580).
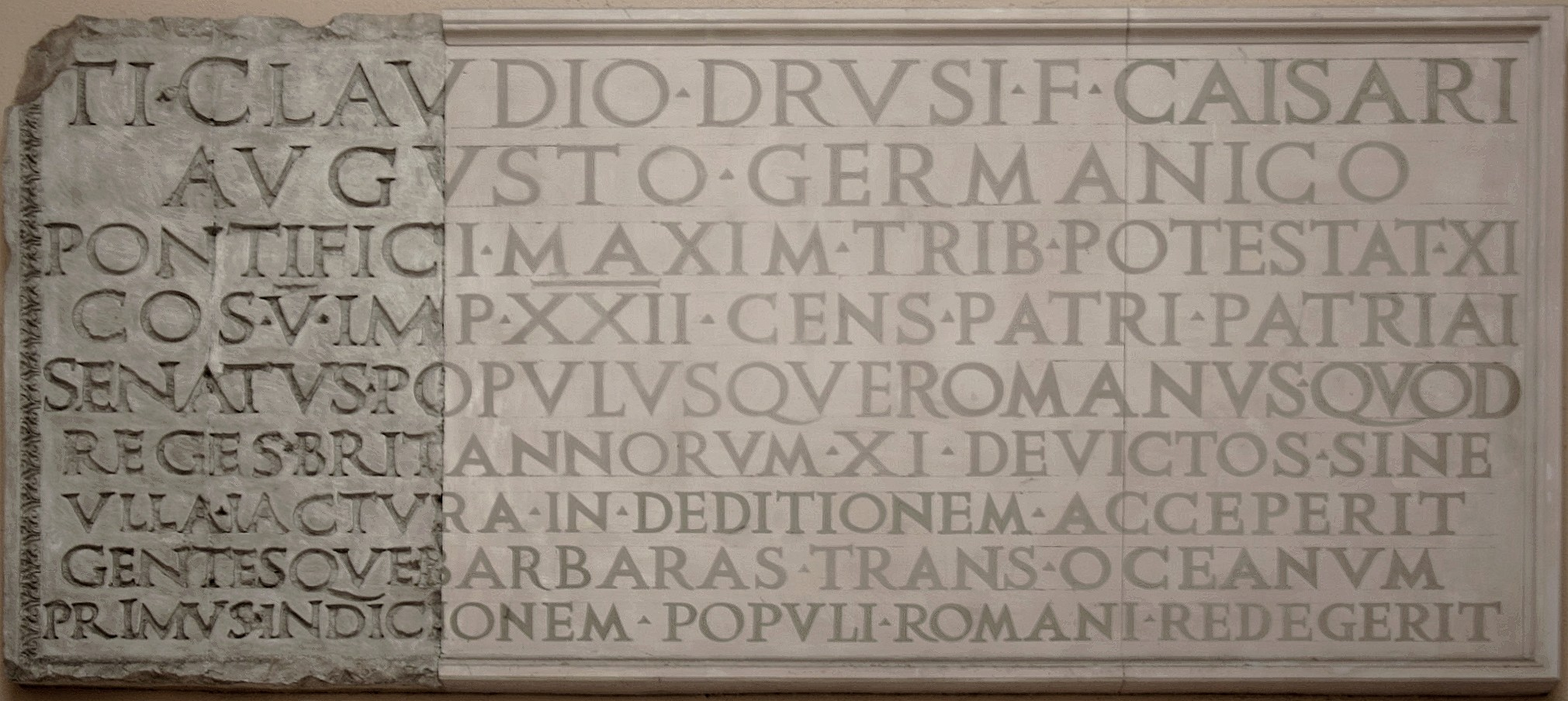
Ricostruzione dell'iscrizione posta sull'arco di Claudio del 52 (Museo della civiltà romana, Eur, Roma)
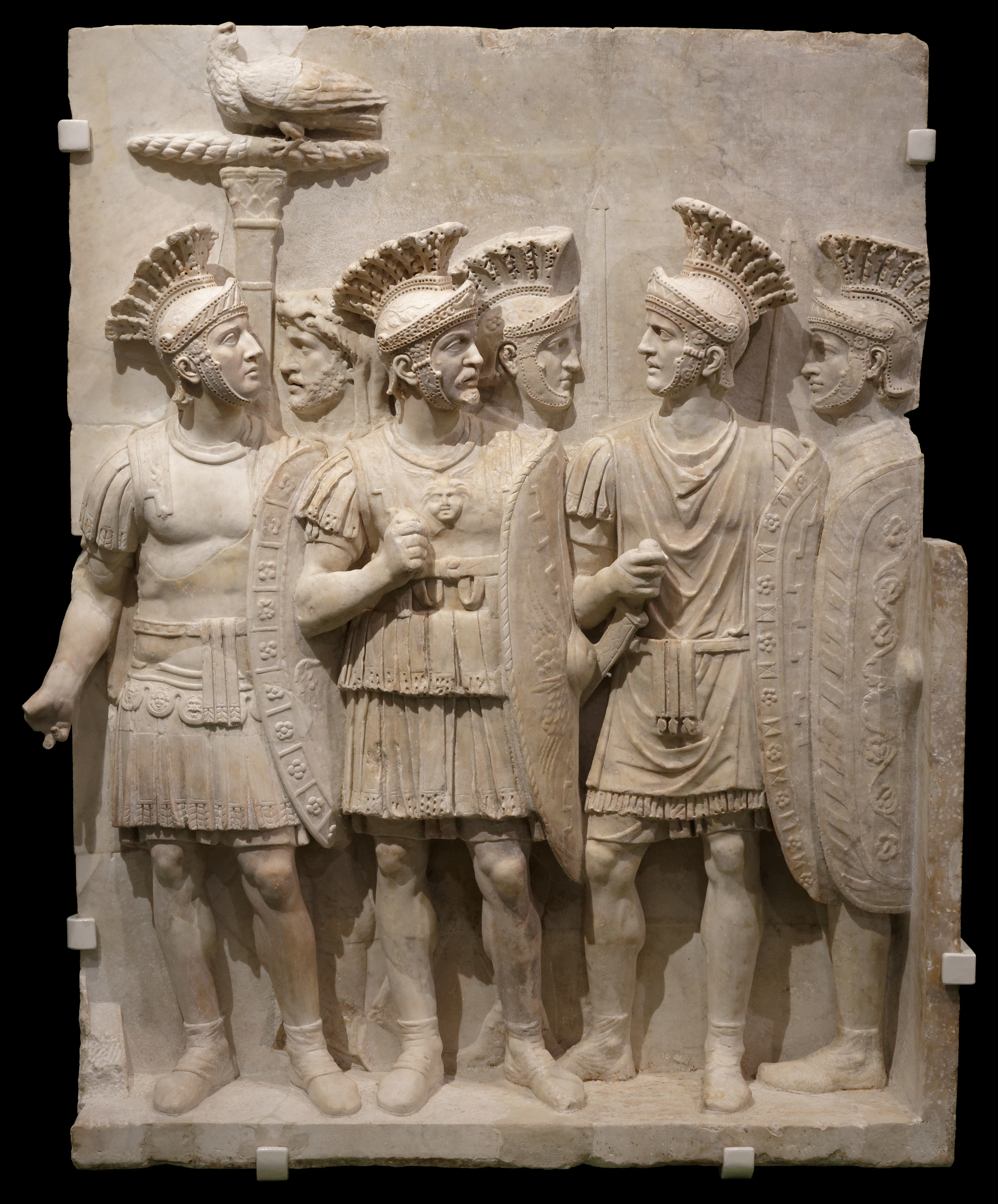
Il rilievo dei pretoriani, oggi al Louvre
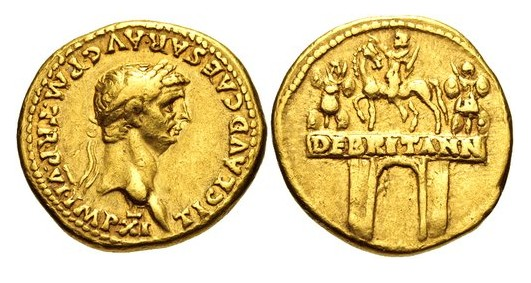
Aureo del 46-47 che celebra il trionfo di Claudio sui Britanni.

| Planimetria del Campo Marzio centrale |
| --- |
| Terme di Nerone Stadio di Domiziano Pantheon Basilica di Nettuno Terme di Agrippa Stagnum ? Odeon di Domiziano Insulae d'epoca adrianea Magazzini ? Magazzini ? Magazzini ? Saepta Iulia Diribitorium Porticus Divorum Aqua Virgo Arco di Claudio Porticus Vipsania Caserma della I coorte dei Vigiles Iseum Tempio di Minerva Calcidica Ara di Marte Via Flaminia Via Flaminia Tempio di Adriano Tempio di Matidia Teatro di Pompeo Templi di Largo Argentina Portico di Minucio Colonna di Marco Aurelio T. di M.Aurelio e Faustina (?) Arco di M.Aurelio (?) Colonna di Antonino Pio Ustrino di Faustina maggiore Ustrino di Faustina minore Via Recta Portico e tempio del Bonus Eventus Portico di Pompeo Arcus Novus Portico di Meleagro Portico degli Argonauti Piazza della Rotonda Villa Publica |